# Limnocottus
Limnocottus is een geslacht van straalvinnige vissen uit de familie van de diepwaterdonderpadden (Abyssocottidae).

## Soorten
- Limnocottus bergianus Taliev, 1935
- Limnocottus godlewskii (Dybowski, 1874)
- Limnocottus griseus (Taliev, 1955)
- Limnocottus pallidus Taliev, 1948